# Пифагор (предсказатель)
Пифагор (др.-греч. Πυθαγόρας) — древнемакедонский прорицатель в IV веке до н. э.
Пифагор был родом из Амфиполя. Его братом являлся приближённый Александра Македонского Аполлодор. По предположению В. Хеккеля, по всей видимости, Пифагор отправился в Восточный поход вместе со своим братом и остался с ним в Вавилоне после победы македонян над персами в битве при Гавгамелах в 331 году до н. э. Возможно, Аполлодор имел все основания опасаться гнева царя вслед за возвращением того в 324 году до н. э. после долгого отсутствия из Индийского похода, когда началась «большая чистка» в отношении правителей, заподозренных в дурном управлении. Тогда Пифагор, гадая по печени жертвенных животных, предрёк скорую кончину сначала близкого друга царя Гефестиона, а затем и самого Александра. Об этом стало известно Александру, но он, по свидетельству Плутарха и Арриана, не причинил прорицателю никакого зла. Согласно Арриану, Пифагор предсказал также смерть Пердикки и Антигона Одноглазого. В связи с этим В. Хеккель отметил, что Пифагор должен был дожить, по крайней мере, до 301 года до н. э.